# Юрівка (річка)
Юрівка — річка в Україні, в Олевському районі Житомирської області. Ліва притока Уборті (басейн  Прип'яті).

## Опис
Довжина річки 16 км., похил річки — 1,8 м/км. Формується з декількох безіменних струмків. Площа басейну 46,0 км².

## Розташування
Юрівка бере початок на південно-західній околиці села Андріївка. Тече на північний схід. У межах села Юрове впадає в річку Уборть, притоку Прип'яті.

## Риби Юрівки
У річці водяться бистрянка звичайна, верховодка звичайна, пічкур та плітка звичайна.